# Savile Row
Savile Row (Phát âm: /sævɪl ˈroʊ/) là một con phố nằm tại quận Mayfair, thuộc thành phố Westminster ở trung tâm Luân Đôn, nước Anh. Nơi đây được biết đến với truyền thống về nghề may đo bespoke cho nam giới.

## Vị trí

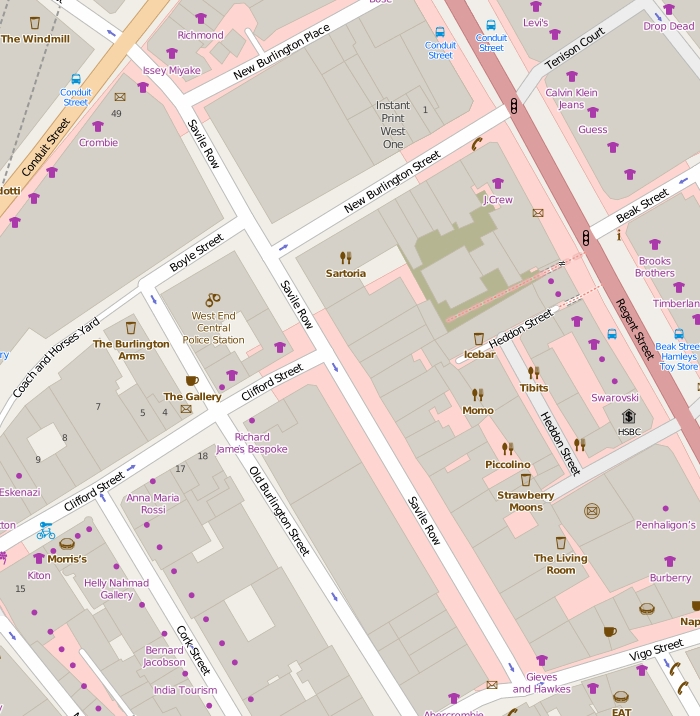
Bản đồ phố Savile Row

Ban đầu con đường được gọi là Savile Street và lần đầu tiên được đặt tên là Savile Row trong bảng xếp hạng năm 1810. Công trình của nó được khánh thành giai đoạn thứ hai như một phần dưới sự phát triển bất động sản của Lord Burlington.
Phố Savile Row chạy song song với Phố Regent giữa phố Conduit ở đầu phía bắc và phố Vigo ở phía nam. Các con đường lân cận bao gồm New Burlington Place, phố Burlington mới, phố Boyle và phố Clifford.

## Lịch sử

### Thế kỷ 18

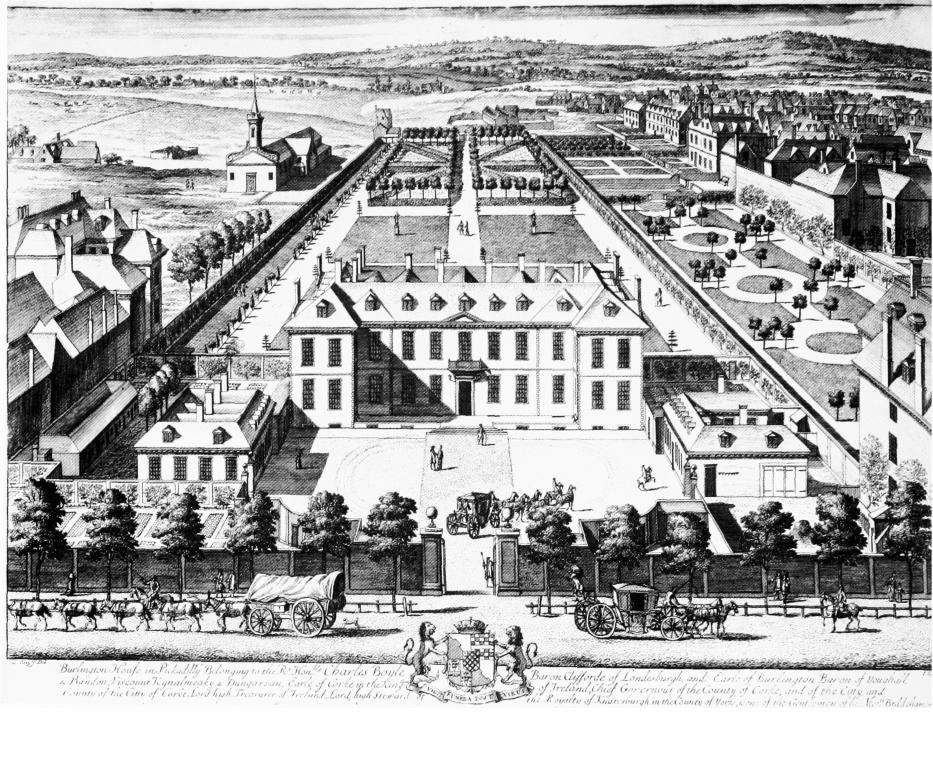
Burlington House, London những năm 1698-99.

Năm 1700, vùng đất xung quanh khu Regent St và Bond St thuộc sở hữu của Richard Boyle, Bá tước thứ ba của Burlington, một trọng tài tuyệt vời về thời gian và là một nhà lãnh đạo thời trang trong số những người cùng thời. Tại nhà của mình, Burlington House, trên mảnh đất được biết đến với tên gọi Burlington Estate, ông đã đóng vai chủ nhà cho nhiều nhạc sĩ, họa sĩ, nhà văn, nhà thơ và kiến trúc sư. Nhiều người thuê sống trong Burlington House hoặc những ngôi nhà mà ông đã xây dựng xung quanh khu đất.

Burlington House là một ngôi nhà lớn đối diện với Piccadilly, vào năm 1700, là một con đường nông thôn. Bây giờ nó là nhà của Học viện Hoàng gia được Chính phủ mua vào năm 1865. Phía sau của tài sản (nay là Burlington Gardens và gia nhập Regent St đến Bond St) là những khu vườn và vườn cây.

Vào đầu thế kỷ 18, tòa nhà đầu cơ được thực hiện trên vùng đất giữa ngày nay là Bond St và Regent St bởi các nhà xây dựng và thương nhân bậc thầy, sau đó cho thuê hoặc bán cho bạn bè của Burlington. Bá tước trẻ Burlington, người đã thành công với danh hiệu này khi ông 10 tuổi được thừa hưởng một khối tài sản khổng lồ ở Ireland và Yorkshire, sau đó đi du lịch đến châu Âu vào năm 21 tuổi, đôi khi với họa sĩ và kiến trúc sư William Kent.

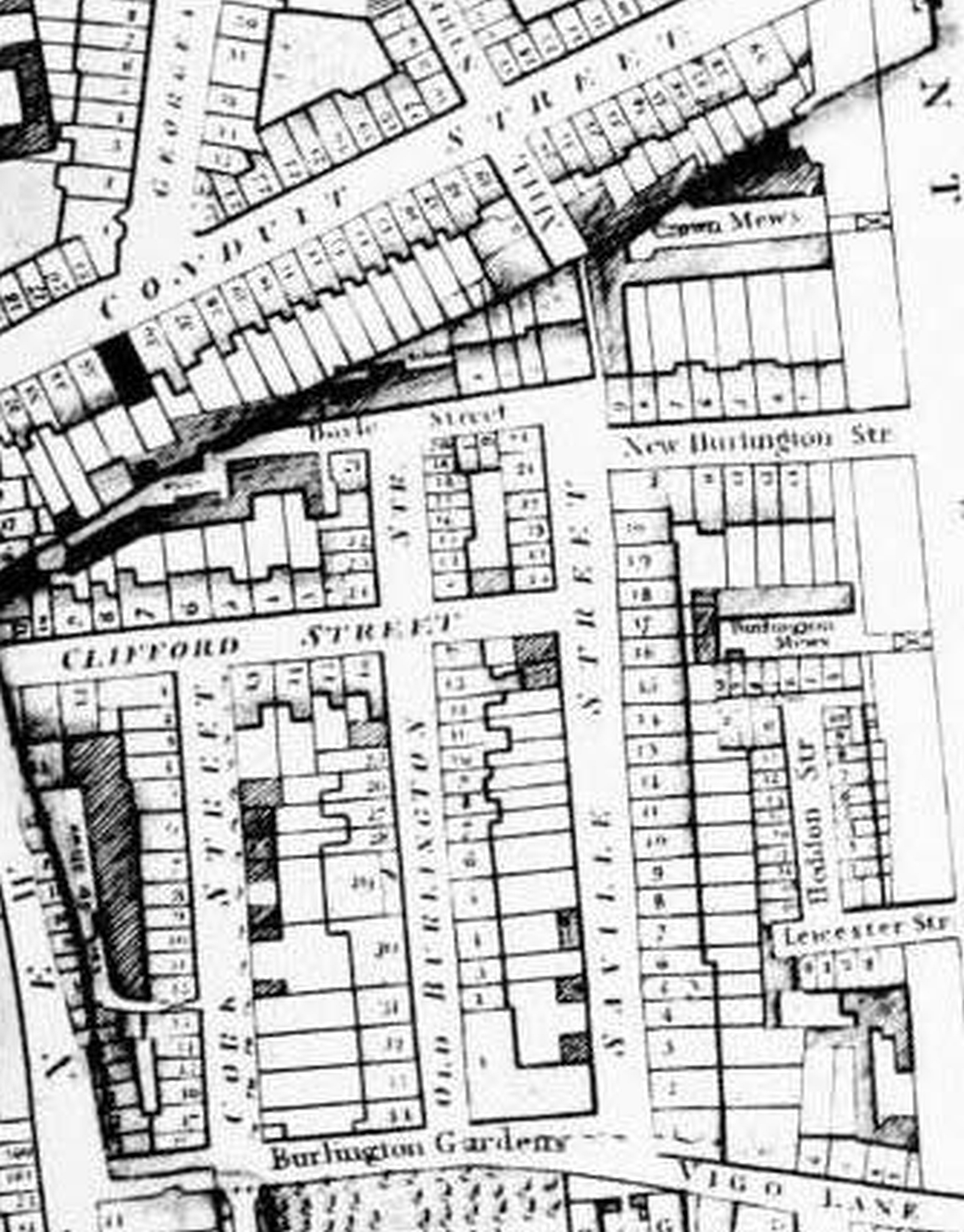
Phố Savile vào năm 1819 bởi Horwood

Những ngôi nhà đầu tiên ở Savile Row có từ năm 1733. Cụ thể, ngôi nhà số 15, bị chiếm bởi Nữ bá tước Suffolk, người tình của vua George Đệ tam. Vị bá tước trẻ kết hôn với Dorothy Savile, con gái của Bá tước thứ hai của thành phố Halifax, một chủ đất giàu có. Như một dấu ấn của sự đánh giá cao về cuộc hôn nhân với cô dâu mới của ông, và đặt tên là Savile Row để vinh danh cô.

Vào cuối thế kỷ 18, những ngôi nhà hiện tồn tại ở Cork St, Old Burlington St và Savile Row đã trở thành nhà của các thành viên hàng đầu của quân đội và quốc hội. Sau Cách mạng Pháp 1789-1799, lịch sử trang phục cho nam giới dần chuyển từ nước Pháp sang nước Anh. Trang phục của nam giới trở nên trầm lắng hơn ngoại trừ trang phục quân sự.
Nhu cầu về các thợ may quân sự đã chứng kiến một loạt các thợ may từ miền Bắc nước Anh thiết lập các cơ sở để phục vụ những người giàu có và giàu có hiện đang chiếm đóng Piccadilly và Burlington động sản. Ban đầu, dòng thợ may mới tại Savile Row đã thiết lập cửa hàng trong các phòng làm việc xung quanh khu Soho. Một trong những người đầu tiên, Thomas Hawkes đã mở cửa hàng đầu tiên của mình vào năm 1771, tại Brewer Street.

### Thế kỷ 19
Ban đầu, con phố bị chiếm giữ bởi các sĩ quan quân đội và gia đình của họ, cùng với các chính trị gia. Các thợ may bắt đầu xuất hiện xung quanh khu Savile Row vào cuối thế kỷ 18, lần đầu tiên ở Cork Street vào khoảng 1790, sau đó vào năm 1803 ở Savile Row.
Vào năm 1806, James Poole, một chàng trai khiêm tốn đến từ Shropshire, đã mở một cửa hàng bán đồ vải lanh gần Quảng trường Brunswick và bởi Trận chiến Oa-téc-lô năm 1815, ông đã bắt đầu may trang phục quân sự kể từ đây và là một trong những nhà sản xuất chính trong các chiến dịch chống lại Napoleon trên lục địa. Năm 1822, ông đã mở một cửa hàng tại số 180 đường Regent và sau đó thành lập trụ sở tại số 4 Phố cổ Burlington, con đường nằm liền kề Savile Row.
Năm 1846, khi James Poole qua đời, con trai ông là Henry Poole, đã kế thừa công việc kinh doanh quần áo. Sức lôi cuốn không thể phủ nhận của Henry và niềm đam mê dành cho môn thể thao cưỡi ngựa của giới quý tộc, cũng như thể thao đã khiến anh trở thành một thợ may nổi tiếng.
Henry Poole được ghi nhận là người tạo ra chiếc áo khoác Tuxedo, đã khiến cho con phố trở nên thời thượng hơn, khi ông may một chiếc áo khoác hút thuốc cho vua Edward VII trẻ tuổi vào năm 1860.

### Thế kỷ 20

#### Thế Chiến II

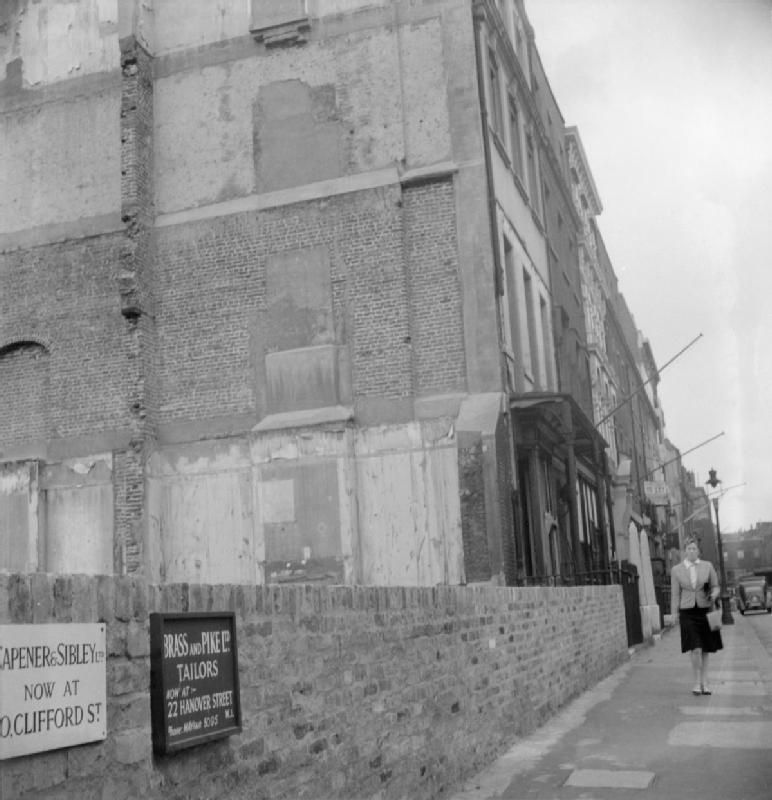
Hai bảng thông báo về các địa chỉ mới của 'Capener và Sibley Ltd.', (hiện tại tại các cơ sở mới ở Clifford Street) và 'Brass and Pike Tailors Ltd.' (hiện ở số 22 đường Hanover) sau cuộc không kích đã phá hủy tòa nhà

Vào ngày 24 tháng 9 năm 1940, một đoạn đường Savile Row bị thiệt hại trong một cuộc tấn công ném bom khác của Đức. Ngày 16 tháng 9, một quả bom nổ cao đã phá hủy hoàn toàn một ngôi nhà tại số 7 Savile Row, làm hư hại các tài sản liền kề. Quả bom vỡ tan xung quanh các cửa sổ và thổi tung các mảnh vỡ ra đường. Các bộ phận của đồn cảnh sát trung tâm ở West End mới mở tại góc Boyle Street và các văn phòng ở phía đối diện đường phố cũng bị hư hại nặng do vụ nổ.

#### The Beatles

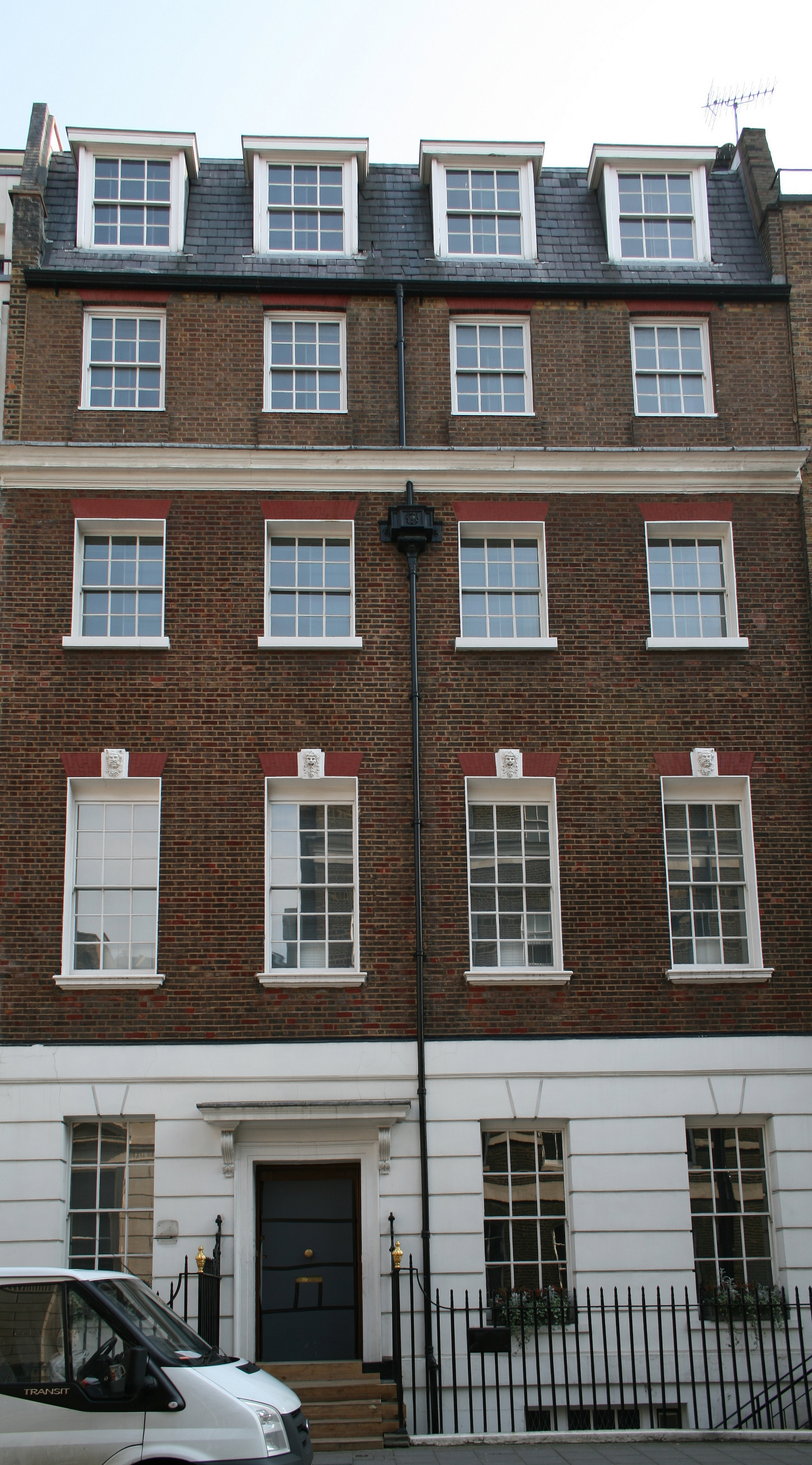
Mặt tiền của tòa nhà số 3

Ban nhạc The Beatles đã mua lại tòa nhà số 3 từ Apple Studio đặt tại Savile Row vào ngày 22 tháng 6 năm 1968, với giá 500.000 Bảng Anh. Apple studio trước đây là Beatles Ltd một công ty đa phương tiện của ban nhạc có trụ sở tại 94 Baker Street và 95 Wigmore Street.

Vào ngày 30 tháng 1 năm 1969, ban nhạc The Beatles đã tổ chức buổi biểu diễn trực tiếp cuối cùng trên tầng thượng tòa nhà. Sự kiện này được chuyển thể thành bộ phim tài liệu ″Let It Be″ sau khi cảnh sát yêu cầu dừng buổi diễn về vấn đề tiếng ồn và giao thông.

#### Phát triển nghề may
Frederick Scholte là người đã "mềm mại hóa" công việc may đo vào đầu thế kỷ 20, ông phát triển bộ khăn trải giường kiểu Anh cho Công tước xứ Windsor. Phong cách "váy mềm" của Scholte được phát triển thành "London cut" (tạm dịch: "Đường cắt London"), bởi kiểu mốt của nhà may Anderson & Sheppard, do Per Anderson là một người bảo trợ của Sholte. "Đường cắt London" là một lỗ khoét cao nhỏ với ống tay áo phía trên rộng rãi cho phép áo vest ôm sát cổ đồng thời giúp cánh tay thoải mái cử động.
Mặc dù danh tiếng nghề may trên khu vực phố Savile Row là chỉ dành cho com lê may bespoke, thì việc sản xuất quần áo may sẳn cũng đã được ra mắt công chúng bởi nhà may Gieves & Hawkes ngay sau đó, nhà may được thành lập vào năm 1974 bởi sự sát nhập của hai doanh nghiệp tư nhân từ cuối thế kỷ 19.
Vào năm 1961, Hardy Amies tiếp tục mở rộng phạm vi công việc kinh doanh và sự hấp dẫn của nghề may ở Savile Row, ông tổ chức các buổi trình diễn thời trang may sẵn đầu tiên cho nam giới tại khách sạn Ritz ở Luân Đôn.

#### Abercrombie & Fitch
Sự chỉ trích từ phía Hiệp hội Savile Row (SRBA) đã đẩy lên cuộc biểu tình phản đối kế hoạch của nhà bán lẻ Abercrombie & Fitch (A&F) của Mỹ về việc mở chuỗi cửa hàng bán lẻ quần áo trẻ em trên Savile Row vào năm 2012. Trước đó chiến lược cốt lõi của thành phố Westminster được thông qua vào tháng 1 năm 2011 đề cập đến Savile Row như là một Khu vực chính sách đặc biệt, được chỉ định để bảo vệ và thúc đẩy việc sử dụng và chức năng - một trong những địa điểm độc đáo nhất ở London, và đảm bảo khu vực này không bị xói mòn bởi áp lực từ các mục đích thương mại khác.
Alastair Moss, chủ tịch hội đồng kế hoạch và phát triển thành phố Westminster, tuyên bố sau phiên điều trần: ″Có vẻ như Abercrombie và Fitch thậm chí không bao giờ cố gắng hiểu tầm quan trọng của tòa nhà được xếp hạng II* ở trung tâm London, và một số đề xuất của họ hoàn toàn không thể chấp nhận được. Các điều kiện sẽ đảm bảo tính cách đặc biệt của Savile Row nổi tiếng thế giới sẽ được bảo vệ″

## Kiến trúc

### Quyền sở hữu
Từ tháng 8 năm 2014, Quỹ Dầu mỏ của Na Uy và Quỹ đầu tư quốc gia của nước Anh đã thu được 57,8% tiền lãi từ Pollen Estate. Điều này bao gồm các bất động sản trong khu vực Mayfair, trong đó có phố Savile Row.

### Di tích cấp quốc gia
Một số tòa nhà trên phố Savile Row được liệt kê trong Danh sách Di sản Quốc gia nước Anh; tòa nhà số 1 Savile Row (6A Vigo Street) được liệt kê Cấp II, tòa nhà số 3 Savile Row được liệt kê II*, số 12, số 12A và số 13 được liệt kê II là một nhóm, số 14 được liệt kê Cấp II*, tòa nhà số 17 được liệt kê Cấp II, số 16 được liệt kê Cấp II và tòa nhà số 11 được liệt kê cấp II*

## Hiệp hội Savile Row
Hơn hai thế kỷ trước, Hiệp hội Bespoke Savile Row đã hợp nhất những người sáng lập của các nhà may tại con phố với các thợ may mới thành lập để bảo vệ và phát triển một nghề thủ công tinh hoa ở nước Anh.
Chiến lược tiếp thị, lập kế hoạch sự kiện và các phương pháp khác nhau để bảo vệ ngành may mặc nói chung là các lĩnh vực khác được giám sát và xem xét bởi hiệp hội trên cơ sở liên tục.
Mặc dù danh tiếng của nghề may tại Savile Row là dành cho bộ đồ bespoke, thị trường hàng may sẵn đã được giới thiệu bởi Gieves & Hawkes, một công ty con được thành lập vào năm 1974 bởi sự sát nhập của hai doanh nghiệp riêng ai cả ngày từ cuối thế kỷ 19.

Vào năm 2008, trên cơ sở các phần 3.1 và 7.1 của Ủy ban Quy tắc thực hành quảng cáo - Cơ quan tiêu chuẩn quảng cáo (ASA) đã ra phán quyết về thuật ngữ "bespoke" có thể được áp dụng cho hàng may mặc được may bằng máy cắt, miễn là quần áo được sản xuất theo đúng thông số tiêu chuẩn.
Một vài khách hàng nổi tiếng thế giới của Savile Row bao gồm: Winston Churchill, Charlie Chaplin, Horatio, Napoléon III, Charles, Thân vương xứ Wales, Muhammad Ali Jinnah, Jude Law.

## Các thành viên

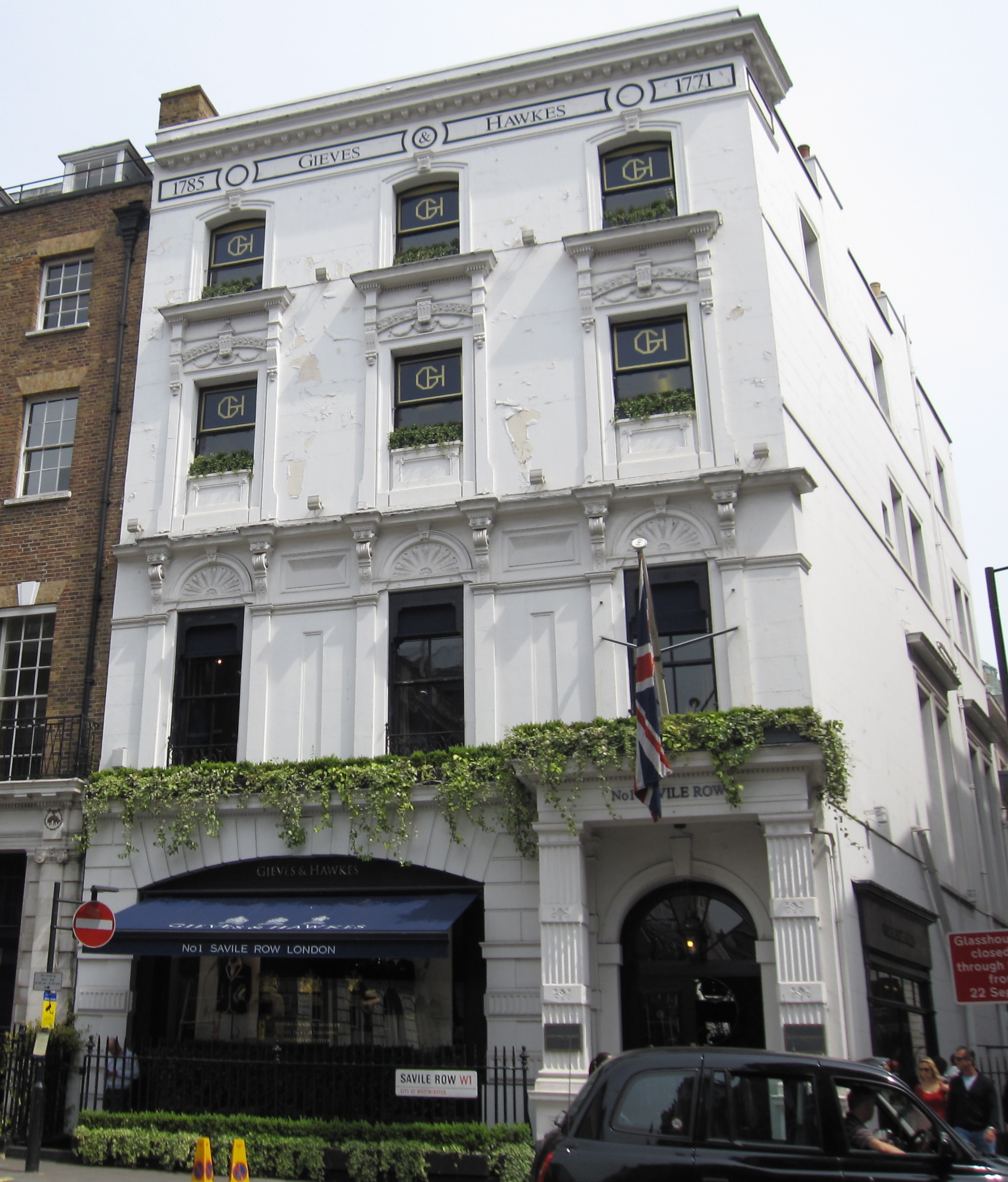
Nhà may Gieves & Hawkes ở Luân Đôn.

Tổng quan về các cửa hàng đặt tại phố Savile Row:
- Gieves & Hawkes: đặt tại số 1, được thành lập năm 1771.
- DAVIES & SON: số 38, được thành lập năm 1803.
- HENRY POOLE & CO: số 15, được thành lập năm 1806.
- NORTON & SONS: số 16, được thành lập năm 1821.
- H. Huntsman & Sons: số 11, được thành lập năm 1849.[38]
- DEGE & SKINNER: số 10, được thành lập năm 1865.
- KILGOUR: số 05, được thành lập năm 1882.
- CHITTLEBOROUGH & MORGAN: số 12, được thành lập năm 1969.
- ALEXANDER MCQUEEN: số 09, được thành lập năm 1992.
- RICHARD ANDERSON: số 13, được thành lập năm 2001.
- CAD & THE DANDY: Lầu 1 địa chỉ số 13, được thành lập năm 2008.

### Cửa hàng nằm dọc theo các phố liền kề
- ANDERSON & SHEPPARD: địa chỉ số 32 phố Burlington cũ, được thành lập năm 1906.[39]
- MEYER & MORTIMER: số 06 phố Sackville, được thành lập năm 1920.
- RICHARD JAMES: địa chỉ số 29 Savile Row và số 19 phố Clifford, được thành lập năm 1992.[40]